# ZEREZ
Das Zentrale Register für Einheiten- und Komponentenzertifikate (ZEREZ) ist in Deutschland ein Verwaltungssystem mit angeschlossener zentralisierter Datenbank für Einheiten- und Komponentenzertifikate von Erzeugungseinheiten aller Spannungsebenen im Bereich der elektrischen Energietechnik. Die Nutzung dieses ZEREZ ist für alle Hersteller, Anlagenbetreiber und Netzbetreiber Deutschland ab dem 1. Februar 2025 gesetzlich verpflichtend.
In ZEREZ werden Einheiten- und Komponentenzertifikate von Erzeugungsanlagen gelistet – nicht aber die Erzeugungsanlagen selbst. Diese werden im Marktstammdatenregister erfasst.
Zertifizierungspflichtige Anlagen und Einheiten dürfen ab 1. Februar 2025 ohne ein gültiges und online abrufbares Zertifikat nicht an das deutsche Stromnetz angeschlossen werden.
Einheiten- und Komponentenzertifikate sind Nachweise über elektrische Eigenschaften von Erzeugungseinheiten und  Komponenten. Sie werden von akkreditierten Zertifizierungsstellen ausgestellt und dienen einem standardisierten Netzanschlussprozess. Die Zertifikate sollen gewährleisten, dass nur konforme Anlagen am Stromnetz betrieben werden und Prognosen für Netzberechnungen korrekt sind.
Dadurch entfällt für Planer und Betreiber dezentraler Energieerzeugungseinrichtungen die Notwendigkeit, Netzbetreibern weitere Leistungswerte aus den Zertifikaten zu übermitteln.

## Rechtliche Grundlage und Betrieb
Die gesetzliche Grundlage zur Schaffung, zum Betrieb und zur verpflichtenden Nutzung des Registers sind § 49 d Energiewirtschaftsgesetz (EnWG), die Verordnung zur Änderung der Elektrotechnische-Eigenschaften-Nachweis-Verordnung (NELEV-ÄndVO) und die 2. NELEV-ÄndVO.
Das zentrale Register ZEREZ wird durch die Fördergesellschaft Windenergie und andere Dezentrale Energien (FGW) errichtet und betrieben. Die FGW ist seit dem 17. Juli 2024 als beliehene Stelle mit dem Betrieb des ZEREZ betraut. Rechtliche Grundlage für die Beleihung ist § 49d Absatz 3 Satz 1 des Energiewirtschaftsgesetzes (EnWG).